# Attagenus ensicornis
Attagenus ensicornis es una especie de coleóptero de la familia Dermestidae.

## Distribución geográfica
Habita en islas de Cabo Verde y Senegal.